# Lombardos
Los lombardos (en latín: langobardi, de donde procede el nombre alternativo de longobardos) fueron un pueblo germánico originario del norte de Europa que se asentó en el valle del Danubio y desde allí invadió la Italia bizantina en 568 d. C. bajo el liderazgo de Alboino. Establecieron el reino lombardo de Italia, que duró hasta el año 774 d. C., cuando fue conquistado por los francos.

## Orígenes legendarios y nombre
El relato completo de los orígenes lombardos, su historia y prácticas, se halla en la Historia gentis Langobardorum (Historia de los lombardos) de Pablo el Diácono, escrita en el siglo VIII. La principal fuente de Pablo en cuanto a los orígenes lombardos, sin embargo, es la obra del siglo VII Origo gentis Langobardorum (Origen del pueblo lombardo).
El Origo narra la historia de una pequeña tribu llamada los Winnili que habitaban en el sur de Escandinavia (Scadanan) (el Codex Gothanus escribe que los Winnili primero habitaban cerca de un río llamado Vindilicus en su frontera extrema de la Galia.) Los Winnili se dividieron en tres grupos y una parte dejó la tierra natal para buscar campos extranjeros. La razón del éxodo fue probablemente la superpoblación. La gente que se marchó estaba guiada por los hermanos Ybor y Aio y su madre Gambara y llegaron a las tierras de Scoringa, quizás la costa báltica o el Bardengau en las orillas del Elba. Scoringa estaba gobernada por los vándalos, y sus jefes, los hermanos Ambri y Assi, concedieron a los Winnili elegir entre el tributo o la guerra.
Los winnili eran jóvenes y valientes y rechazaron pagar tributo, diciendo «Es mejor conservar la libertad por las armas que mancharla con el pago del tributo». Los vándalos se prepararon para la guerra y consultaron a Godan (el dios Odín), quien contestó que concedería la victoria a aquellos a quienes él viera en primer lugar al amanecer. Los winnili eran menos numerosos y Gambara buscó la ayuda de Frea (la diosa Frigg), quien le aconsejó que todas las mujeres winnili se ataran los cabellos debajo de la cara como si fueran barbas y marcharan junto a sus esposos. Al amanecer, Frea giró la cama de su marido hacia el oriente y lo despertó. Así que Godan vio a los winnili primero, y preguntó, «¿Quiénes son estos que llevan largas barbas?» y Frea contestó, «Señor, tú les has dado el nombre, ahora concédeles también la victoria». Desde entonces, los winnili fueron conocidos como los langobardos (latinizado e italianizado como lombardos).
Cuando Pablo el Diácono escribió la Historia entre 787 y 796, era un monje católico y devoto cristiano. Por ello, pensaba que las historias paganas de su gente eran «tontas» y «ridículas». Pablo explicó que el nombre «langobardo» venía de la longitud de sus barbas, por las palabras germánicas lang ‘largo’ y bard ‘barba’. Una teoría moderna sugiere que el nombre «langobardo» viene de Langbarðr, un apodo de Odín. Priester afirma que cuando los winnili cambiaron su nombre al de «lombardos», también cambiaron su antiguo culto a la fertilidad agrícola al culto de Odín, creando así una tradición tribal consciente. Fröhlich invierte el orden de los acontecimientos en Priester y afirma que, con el culto a Odín, los lombardos hicieron crecer sus barbas para parecerse al Odín de la tradición y su nuevo nombre reflejaba esto. Bruckner remarca que el nombre de los lombardos se encuentra en una relación cercana a la veneración de Odín, cuyos muchos nombres incluyen «el de la larga barba» o «el de la barba gris», y que el nombre lombardo Ansegranus ('el que tiene la barba de los dioses') muestra que los lombardos tenían esta idea de su deidad jefe.

### Estructura social

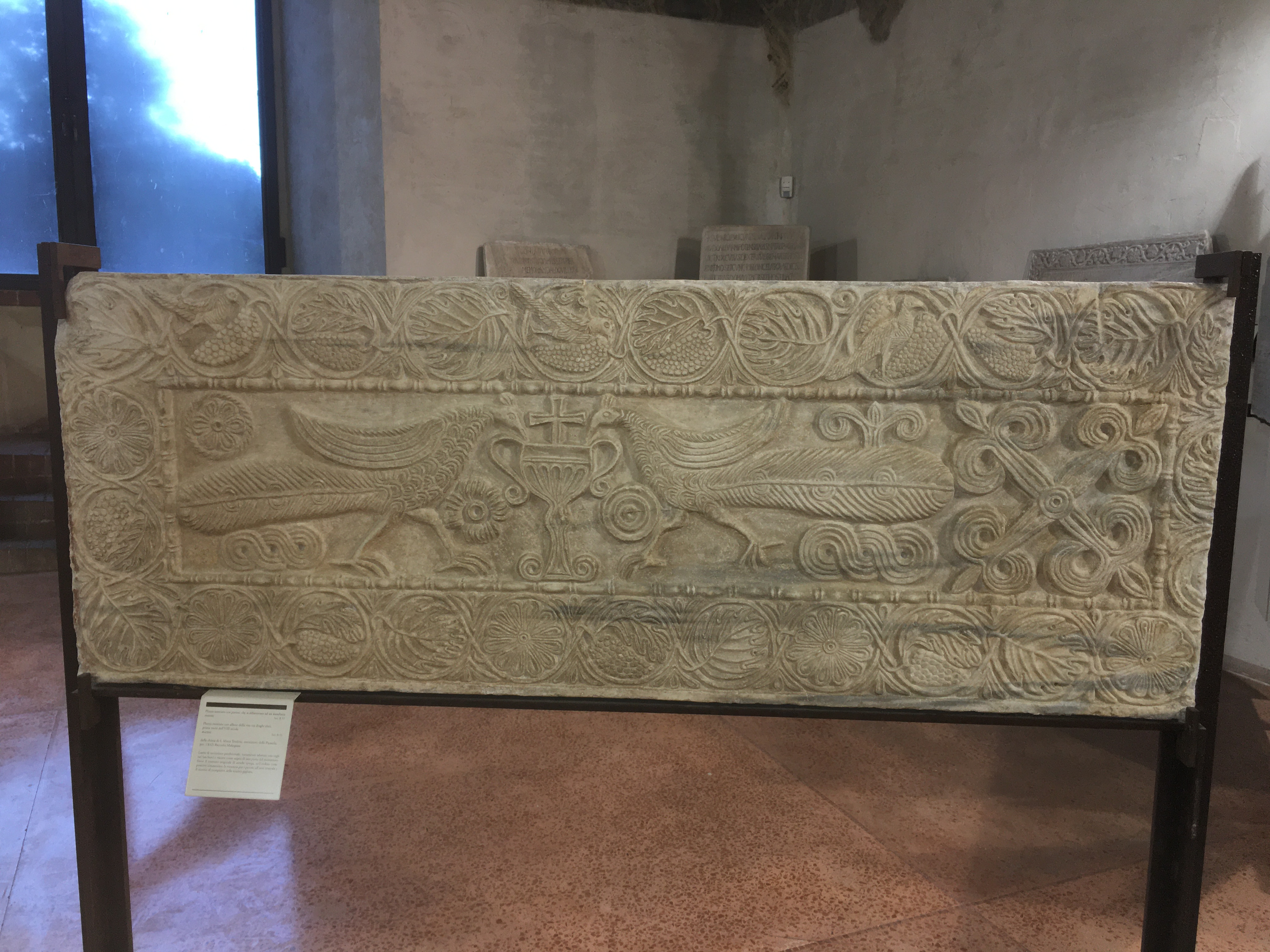
Pluteos de Teodota.

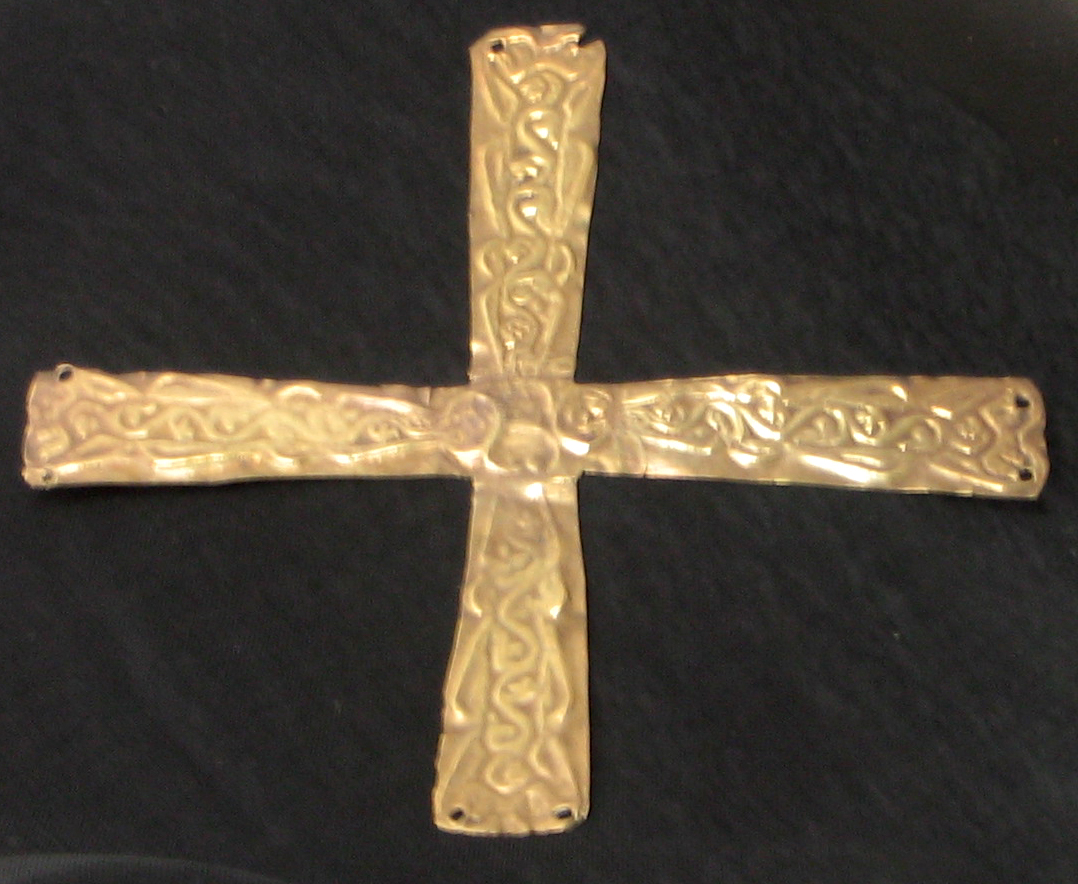
Cruz lombarda.

## Arqueología y migraciones
La migración lombarda fue un proceso plurisecular que llevó al pueblo germánico de los lombardos desde su tierra natal (en el sur de Escandinavia, que ocupaban en el siglo I a. C.) hasta la península itálica, a la que llegaron en el siglo VI. Después de haber desembarcado en la costa suroeste del mar Báltico (todavía en el siglo I a. C.), los germánicos remontaron el río Elba (siglo I-siglo IV) para asentarse a lo largo del curso medio del Danubio (siglos IV-VI). Desde aquí, en el año 568, los lombardos avanzaron hacia la península itálica, que ocuparon -aunque no del todo- hasta las zonas del sur, fundando allí un reino que duraría hasta el año 774.
Durante todo el proceso migratorio, que se desarrolló en función de las necesidades contingentes del momento y no según un plan predeterminado, los lombardos entraron repetidamente en contacto con otras poblaciones, tanto germánicas como de otros orígenes. Los lombardos tuvieron frecuentes enfrentamientos armados con ellos, pero también cultivaron relaciones comerciales más pacíficas; ambas relaciones modificaron profundamente, a lo largo de los siglos, la composición étnica de ese pueblo, cuyas estructuras sociales, culturales e institucionales conservaron, sin embargo, gran parte de sus raíces germánicas. En el curso de la migración, grupos de lombardos se separaron varias veces del grueso del pueblo, siguiendo caminos autónomos e independientes.
Según su origen mítico, también confirmado por evidencias históricas y arqueológicas, los lombardos eran originarios de Escania, en el extremo meridional de la península escandinava. Se sabe por Estrabón que los lombardos habitarían cerca de la desembocadura del río Elba poco después del comienzo de la era cristiana, cerca de los caucos. Los hallazgos arqueológicos muestran que los lombardos eran entonces un pueblo agrícola.
La primera mención romana de los lombardos acontece en el año 5 d. C., cuando fueron derrotados durante la campaña germánica de Tiberio. Veleyo Patérculo, historiador de corte que acompañaba la expedición como prefecto de la caballería, los describió como «más fieros que los salvajes germanos normales». Tácito, que escribió más de ochenta años después de los hechos, contaba a los lombardos entre las tribus suevas, y refiere que eran súbditos de Marobod el rey de los marcomanos. Marobod habría hecho la paz con los romanos y por ello ni los marcomano ni los lombardos no formaron parte de la confederación de germanos a las órdenes de Arminio que venció en el año 9 a las legiones de Varo en la batalla del bosque de Teutoburgo. (Una misión diplomática de Arminio, enviada a Marobod para que los marcomanos a la rebelión, fracasó.) Las relaciones entre los dos líderes germánicos se deterioraron entonces. Los semnones y los lombardos lo aprovecharon para abandonar la clientela marcomana y unirse al partido querusco. En el año 17 d. C. los ejércitos de ambas confederaciones chocaron y Marobod fue derrotado.
La contribución lombarda en las coaliciones germánicas de la época era ya tan influyente que en el año 47 d. C., cuando estalló una lucha entre los queruscos que acabó con la expulsión de su país de su nuevo caudillo, el sobrino de Arminio, los lombardos consiguieron restaurarlo en el trono querusco, con suficiente poder, al parecer, para controlar el destino de la tribu que, treinta y ocho años antes, había encabezado la lucha por la independencia.
A mediados del siglo II, los lombardos aparecen asimismo en Renania. Según Ptolomeo, los lombardos suevos se asentaron al sur de los sicambrios, pero permanecieron en el Elba, entre los chauci y los suevos, lo que indica una expansión lombarda. El Codex Gothanus menciona igualmente Patespruna (Paderborn) en relación con los lombardos. Dión Casio informa de que justo antes de las guerras marcomanas, seis mil lombardos y los ubios cruzaron el Danubio e invadieron Panonia. Las dos tribus fueron derrotadas, de ahí que desistieran de su empeño y enviaran a Ballomar, rey de los marcomanos, como embajador ante Iallo Basso, entonces gobernador de la Panonia Superior. Se hizo la paz y las dos tribus volvieron a su hogar, que en el caso de los lombardos estaba en las tierras del Elba inferior.
La razón por la que los lombardos desaparezcan como tales de la historia romana en el período 166-489 podría ser que habitaran tan profundamente en la Germania interior que solo se les detectase cuando reaparecieron en las orillas del Danubio, o bien porque los lombardos estuvieron sometidos a una tribu más grande, probablemente los sajones. Es, sin embargo, bastante probable que cuando el grueso de los lombardos emigrase, una parte considerable permaneciese detrás y más adelante sería absorbida por las tribus sajonas en la región, mientras que solo los emigrantes conservarían el nombre de lombardos. Sin embargo, el Codex Gothanus recoge que los lombardos fueron sometidos por los sajones alrededor del año 300, pero que se alzaron de nuevo contra ellos con su rey Agelmundo. En la segunda mitad del siglo IV, los lombardos dejaron su hogar, probablemente debido a años de cosechas escasas, y se embarcaron en su migración.
La ruta de migración de los lombardos, desde su tierra natal a Rugiland en 489 tuvo varias etapas: Scoringa (que se cree que fue su tierra en las orillas del Elba), Mauringa —la tierra al este del Elba, según el Anónimo de Rávena—, Golanda, Anthaib, Banthaib y Vurgundaib (Burgundaib),  las tierras antiguas de los burgundios. En Vurgundaib, los lombardos fueron derrotados por los «búlgaros» (probablemente hunos); el rey Agelmundo fue asesinado y Laimicho ascendió al poder más tarde; estaba en su juventud y deseaba vengar la muerte de Agelmundo. Los lombardos mismos probablemente fueran súbditos de los hunos tras la derrota, pero los lombardos se alzaron de nuevo contra ellos y los derrotaron con gran matanza. La victoria dio a los lombardos un gran botín y confianza pues ellos «...se hicieron más atrevidos a la hora de enfrentarse en la guerra».
En los años 540, Alduino (r. 546-565) guio a los lombardos al otro lado del Danubio de nuevo hacia Panonia. Se establecieron allí gracias a un foedus de 540 (o 541), pues Justiniano los animó a luchar contra los gépidos para tenerlos como aliados y servir de barrera a Italia contra las invasiones de otros pueblos bárbaros. Dado que Justiniano les había apoyado en una guerra contra los gépidos, combatieron a cambio contra los ostrogodos. En la batalla contra los gépidos, se distinguió el hijo de Alduino, Alboino que le sucedió. Alboino se alió con el Kaganato ávaro contra los gépidos, cuyo reino destruyeron en el año 567, matando a su viejo rey Cunimundo y casándose Alboino a la fuerza con su hija, la princesa Rosamunda. 
A principios de 568, a lo mejor por desconfianza contra los ávaros, pero también al corriente de la inestabilidad del dominio bizantino en Italia después de la guerra gótica, decidió la migración de su pueblo hacia Italia septentrional. Ordenó a su pueblo cruzar los Alpes, encabezando un grupo compuesto por hérulos, gépidos, búlgaros, turingios, sármatas, suevos, romanos que quedaban en Pannonia y algunos ostrogodos; pero destacaban los 20.000 guerreros sajones con sus familias, que partieron desde Panonia.

## El reino de los lombardos en Italia
El reino lombardo o reino de los lombardos  (en latín: Regnum Langobardorum; en italiano: Regno dei Longobardi; en lombardo: Regn dei Lombards), más tarde, reino de (toda) Italia (en latín: Regnum totius Italiae) fue un Estado medieval temprano establecido por los lombardos en la península itálica entre 568-569 (invasión de Italia) y 774 (caída del reino con la llegada de los francos de Carlomagno). 
En 560 los lombardos, asentados en la llanura panónica, eligieron a un nuevo y enérgico rey, Alboíno (r. 560-572), que derrotó a sus vecinos gépidos, les hizo sus súbditos y, en 566, se casó con Rosamunda, la hija de su rey Cunimundo. En la primavera del año 568, Alboíno, asistido por algunos contingentes de otras tribus germánicas,  invadió Italia al forzar el limes del Friul. Alrededor de cien mil lombardos cruzaron los Alpes Julianos e invadieron el norte de Italia (la población romana allí era aproximadamente de dos millones de personas) debido a la presión de los ávaros. En aquel momento, el bizantino prefecto del pretorio Longino, que había sucedido al depuesto Narsés en el gobierno de Italia, no esperaba la invasión. Justiniano I había fallecido solamente hacia tres años tras una exitosa campaña de recuperación de toda la península itálica —las terribles guerras góticas (535-554)— y la zona estaba recuperándose entonces; el pequeño ejército bizantino dejado para su defensa apenas pudo hacer nada.
En el verano de 569, los lombardos conquistaron Aquilea y Verona y en septiembre, la antigua capital imperial, Milán. Tras un asedio de tres años, en 572 cayó Pavía, convirtiéndose en la primera capital del nuevo reino lombardo de Italia y centro de su vida política, desde donde controlaban el valle del Po. En ese momento, la reina Rosamunda decidió vengar a sus hermanos muertos matando a Alboíno en Verona y huyendo a Rávena con su amante, donde fueron acogidos por Longino (murieron finalmente envenenados). Al año siguiente, el sucesor de Alboíno, Clefi (r. 572-574), penetró más al sur, conquistando la región de Toscana. Posteriormente, las tribus lombardas también se instalaron en el centro y el sur de Italia estableciendo los ducados de Spoleto y Benevento, que pronto se hicieron semiindependientes. Clefi también fue asesinado después de un despiadado reinado de 18 meses. Su muerte marcó el inicio de un interregno de años, el «periodo de los duques» (574-584), durante el cual los duques no eligieron a ningún rey, y que está considerado como un período de violencia y desorden. Se trataría de una más de las interminables guerras entre lombardos que arruinaron a Italia.
El Imperio bizantino, para enfrentar esta nueva amenaza, acometió una reforma y creó en 584 el exarcado de Rávena a cuyo frente colocó al exarca, que aunaba todos los poderes, militares y civiles, y que logró retener el control de gran parte de la península hasta mediados del siglo VIII. Durante la mayor parte de la historia del reino, el exarcado de Rávena y el ducado de Roma, unidos por un estrecho corredor —corredor umbro que discurría a través de Perugia—, separaron los pequeños ducados lombardos del norte, conocidos colectivamente como Langobardia Maior (Langbardland en protogermánico), de los dos grandes ducados del sur de Spoleto y Benevento, que constituían Langobardia Minor y eran considerablemente más autónomos.
En 584, amenazados por los bizantinos y por una invasión franca, los duques lombardos eligieron rey al hijo de Clefi, Autario (r. 584-590), que se esforzó por someter a los duques a su autoridad y realizar nuevas conquistas. En 589, se casó con la princesa católica Teodolinda, hija del duque de Baviera, Garibaldo I de Baviera y amiga del papa Gregorio I, que promovió la catolización de los lombardos. A Autario le sucedió Agilulfo (r. 591-616), duque de Turín, quien, en 591, también se casó con Teodolinda, la cual logró que abjurase del arrianismo y se convirtiese, generando un cisma entre los lombardos. No solo hubo guerras entre bizantinos y lombardos, sino también entre arrianos y ortodoxos. Agilulfo combatió con éxito a los duques rebeldes de la Italia septentrional, conquistando Padua (601), Cremona y Mantua (603), y forzando al exarca de Rávena a pagar un conspicuo tributo. Esos conflictos destruyeron el limes de Friul y las plazas fuertes del Véneto, quedando la zona abierta a que otros bárbaros cruzaran los Alpes y la invadieran (como hicieron los ávaros en 610 y los eslavos, que atacaron las llanuras llegando en ocasiones hasta el mar Adriático).
A consecuencia de estos sucesos, se formaron en el territorio conquistado por los lombardos un número variable de ducados independientes, hasta treinta y seis, gobernados por duques semiautónomos, pero esa desmembración fue perjudicial para ellos y funesta para Italia. Sus dirigentes se asentaron en las ciudades principales. El rey gobernaba sobre ellos y administraba las tierras a través de emisarios llamados gastaldi. Esa subdivisión y la falta de docilidad de los ducados, privó al reino de su unidad, debilitándolo incluso en comparación con los bizantinos, especialmente después de que empezaron a recuperarse de la invasión inicial. Esa debilidad se hizo todavía más evidente cuando los lombardos tuvieron que enfrentarse con el creciente poder de los francos. En respuesta a este problema, los reyes intentaron centralizar el poder a lo largo del tiempo, pero perdieron definitivamente el control sobre Spoleto y Benevento en el intento.
Las conquistas lombardas fueron continuadas por sus descendientes, hasta que en el año 751 el rey lombardo Astolfo (r. 749-756) se apoderó de Rávena, finalizando así el exarcado de Rávena. El papa asumió el pleno poder de gobierno (dicio) en el ducado de Roma (que pasaría a ser denominado como patrimonio de san Pedro), reconociendo al emperador bizantino como su soberano. Pero como el ducado de Roma había sido parte del exarcado, fue reclamado por Astolfo. A poco de llegar al solio, Esteban II negoció con Astolfo una tregua de cuarenta años, pero Astolfo la rompió a los cuatro meses, y en junio de 752 reclamó jurisdicción e impuestos, emprendiendo la marcha hacia Roma. Esteban II pidió ayuda al rey franco Pipino el Breve, que entró en Italia y obligó a Astolfo a abandonar sus planes expansionistas. Retirados los francos, el nuevo rey Desiderio (r. 756-774) invadió los Estados Pontificios. Adriano I, papa desde 774, invocó de nuevo a los francos para que le dispensasen su protección. Esta vez vez fue Carlomagno, el hijo de Pipino, quién acudió en su ayuda, derrotando definitivamente a Desiderio en Pavía en 774. El resultado fue la restitución de los bienes de la Iglesia y la promesa, no cumplida, de anexión de otros territorios. En todo caso, la mayor parte de la Italia central pasó a estar bajo la administración de los papas. Carlomagno adoptó el título de «rey de los lombardos», aunque nunca logró hacerse con el control de Benevento, el ducado lombardo más meridional. El reino de los lombardos en el momento de su desaparición era el último reino germánico menor de Europa.
Con el tiempo, los lombardos habían ido adoptando gradualmente títulos, nombres y tradiciones romanas. Para cuando Pablo el Diácono escribía a finales del siglo VIII, el lombardo, la vestimenta y los peinados lombardos habían desaparecido. Cuando entraron en Italia, muchos lombardos conservaron su forma nativa de paganismo mientras otros ya eran cristianos arrianos. De ahí que no tuvieran buenas relaciones con la Iglesia católica y el papa, a los que persiguieron con el celo de neófitos. Sin embargo, a finales del siglo VII,  no sin una larga serie de conflictos religiosos y étnicos., su conversión al catolicismo era casi completa.
Un reducido Regnum Italiæ, una herencia de los lombardos, continuó existiendo durante siglos como uno de los reinos constituyentes del Sacro Imperio Romano Germánico, que corresponde aproximadamente al territorio de la antigua Langobardia Maior. La llamada Corona de Hierro de Lombardía, una de las insignias reales más antiguas de la cristiandad que se conservan, puede haberse originado en la Italia lombarda ya en el siglo VII y se siguió utilizando para coronar a los reyes de Italia hasta Napoleón Bonaparte a principios del siglo XIX.
Algunas regiones italianas nunca estuvieron bajo el dominio lombardo, como Lacio, Cerdeña, Sicilia, Calabria, Nápoles y el sur de Apulia. Cualquier legado genético de los lombardos se diluyó rápidamente en la población italiana debido a su número relativamente pequeño y a su dispersión geográfica para gobernar y administrar su reino.
El 25 de junio de 2011, la Unesco  decidió inscribir en la Lista del Patrimonio de la Humanidad el conjunto «Centros de poder de los longobardos en Italia (568-774 d.C.)» que comprende siete lugares en los que se conservan restos significativos del arte lombardo: Cividale del Friuli, Brescia, Castelseprio, Spoleto, Campello sul Clitunno, Benevento y Monte Sant'Angelo.
- Evolución territorial del reino de los lombardos
- Italia después de la invasión lombarda (568).
- Reino lombardo hacia 575, tras la muerte de Alboíno (r. 560-572) y las conquistas de Faroaldo y Zotton en el centro y sur de la península.
- Los territorios lombardos  tras las conquistas de Agilulfo (r. 591-616).
- El reino tras las conquistas del rey Rotario (r. 636-652).
- Las posesiones itálicas de Desiderio (r. 756-774).
- Los territorios bizantinos tras la caída en 751 del exarcado a manos de Astolfo (r. 749-756).

### Idioma
El idioma lombardo está extinto. El idioma germánico declinó a partir del siglo VII, pero pudo seguir conservando un uso disperso hasta alrededor del año 1000. El idioma lombardo escrito solo se conserva fragmentariamente, y su principal evidencia son palabras individuales citadas en textos latinos. En ausencia de textos lombardos, no es posible llegar a ninguna conclusión sobre la sintaxis y morfología del idioma. La clasificación genética del lenguaje está basada necesariamente de forma total sobre la fonología, puesto que hay evidencia de que el longobárdico participó en él, y de hecho muestra algo de la evidencia más antigua para el cambio consonante alto-alemán, que está clasificado como un germánico del Elba o dialecto alemán superior.
Fragmentos longobárdicos están conservados en inscripciones rúnicas. Entre los textos de fuentes primarias se encuentran breves inscripciones en futhark antiguo, entre ellos la «cápsula de bronce de Schretzheim» (h. 600). Hay un número de textos latinos que incluyen nombres lombárdicos, y textos legales lombardos contienen términos tomados del vocabulario legal vernáculo. En 2005, hubo algunas pretensiones de que la inscripción de la espada Pernik pueda ser lombarda.

### Sociedad del período de la migración
Los reyes lombardos pueden remontarse hasta alrededor del año 380 y por lo tanto a comienzos de la Gran Migración. El reinado se desarrolló entre los pueblos germánicos cuando la unidad de un solo mando militar se consideró necesario. Schmidt creía que las tribus germánicas se dividieron por cantones y que el gobierno más antiguo fue una asamblea general que seleccionaba los jefes de los cantones y los caudillos guerreros de los cantones (en tiempos de guerra). Tales figuras probablemente estaban seleccionados entre una casta de nobles. Como resultado de las guerras y de sus vagabundeos, el poder real se transformó de tal manera, que el rey se convirtió en representante del pueblo; pero la influencia del pueblo sobre el gobierno no desapareció completamente. Pablo el Diácono da un relato de la estructura tribal lombarda durante la migración:

...para poder incrementar el número de sus guerreros, conferir libertad a muchos de aquellos a los que liberan del yugo de la esclavitud, y que la libertad de estos puede considerarse establecida, ellos confirmaron en su forma acostumbrada por una flecha, pronunciando ciertas palabras de su país en confirmación del hecho.

La completa emancipación parece haberse garantizado solo entre los francos y los lombardos.

### Sociedad del reino católico
La sociedad lombarda estaba dividida en clases comparables a aquellas que se encuentran en los otros 
reinos germánicos: la Galia franca y la Hispania visigoda. Los lombardos confiscaron las tierras y tomaron el puesto de la nobleza autóctona, fuera esta romana o goda. Esta clase noble ocupaba el escalón superior de la sociedad. Por debajo de ellos, había una clase de hombres libres; después estaban los siervos, no esclavos pero tampoco libres y, finalmente, los esclavos. La aristocracia lombarda era más pobre, más urbanizada, y menos vinculada a la tierra que la de los otros pueblos germánicos. Además de los más ricos y poderosos duques y el propio rey, los nobles lombardos tendieron a vivir en ciudades, a diferencia de sus equivalentes francos. Sus posesiones de tierra eran poco más del doble que la tierra que poseía un comerciante, lo que está muy lejos de la aristocracia franca provincial, que poseía vastas extensiones de tierra cientos de veces mayores que las de los hombres de la clase social inmediatamente inferior. La aristocracia del siglo VIII dependía en gran parte del rey para obtener ingresos relacionados especialmente con deberes judiciales: muchos nobles lombardos están mencionados en documentos contemporáneos como iudices (jueces), incluso cuando sus cargos tenían también importantes funciones militares y legislativas.

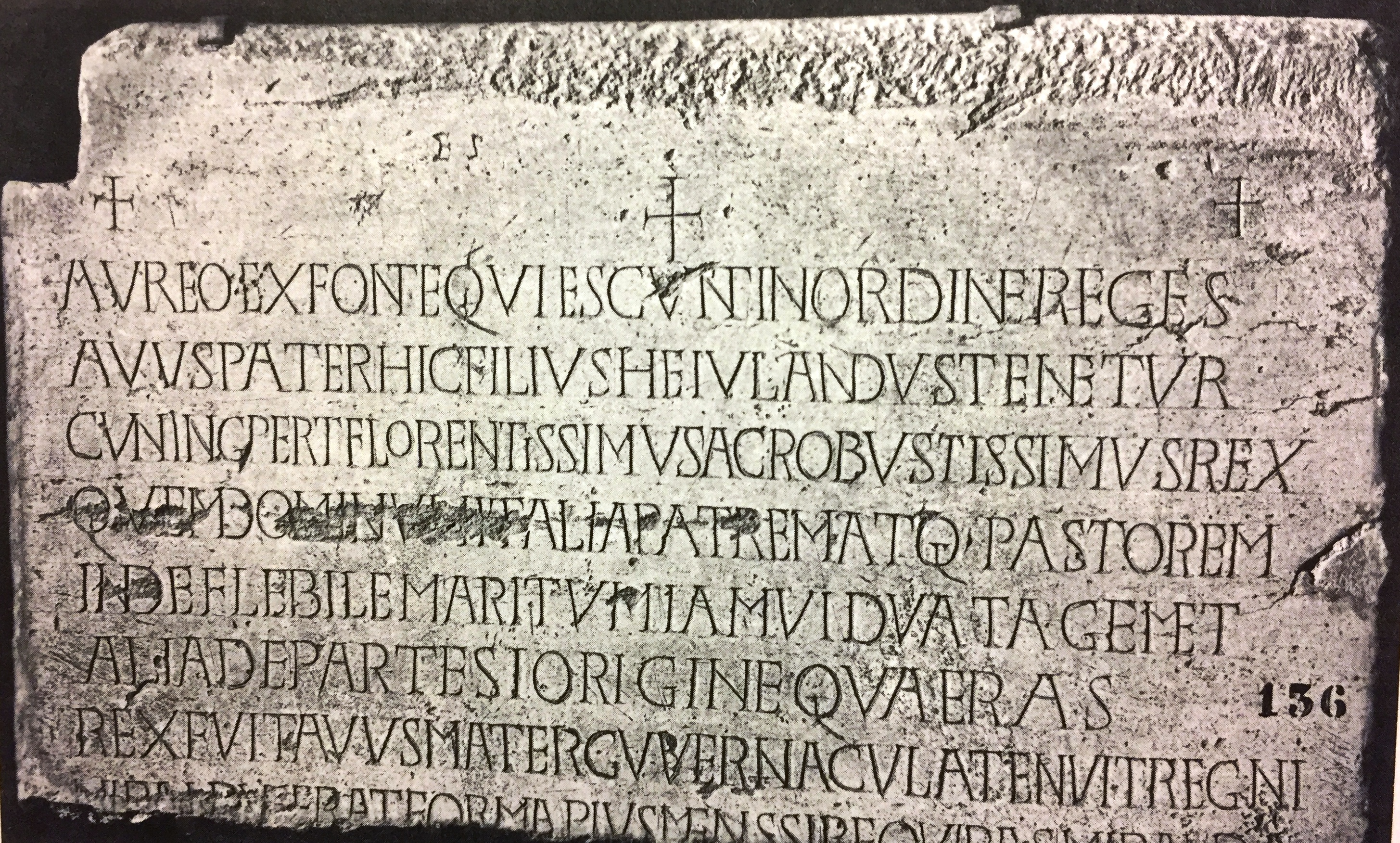
Epígrafe del rey Cuniberto, Museos Cívicos de Pavía.

Los hombres libres del reino lombardo eran bastante más numerosos que entre los francos, especialmente en el siglo VIII, cuando son casi invisibles en la evidencia documental superviviente para los últimos. Pequeños terratenientes, propietarios-cultivadores, y renteros son los tipos más numerosos de personas en los diplomas que quedan del reino lombardo. Pueden haber poseído más de la mitad de la tierra en la Italia lombarda. Los hombres libres eran exercitales y viri devoti, esto es, 'soldados' y 'hombres devotos' (un término militar como «criados»); ellos formaron la leva del ejército lombardo y fueron, aunque infrecuentemente, a veces llamados a servir, aunque esto parece que no ha sido su preferencia. La clase de pequeños propietarios de la tierra, sin embargo, carecía de la influencia política necesaria con el rey (y los duques) para controlar la política y la legislación del reino. La aristocracia era más rigurosamente política en Italia que en las contemporáneas Galia e Hispania.
La urbanización de la Italia lombarda estaba caracterizada por las città ad isole ('ciudades en islas'). Resulta de la arqueología que las grandes ciudades de la Italia lombarda —Pavía, Lucca, Siena, Arezzo, Milán— estaban ellas a su vez formadas por pequeñas islas de urbanización dentro de las antiguas murallas romanas. Las ciudades del Imperio romano ha sido parcialmente destruida en la serie de guerras de los siglos V y VI. Muchos sectores quedaron en ruinas y los antiguos monumentos se convirtieron en campos de hierba usados como pastos para animales, así el Foro Romano se convirtió en el campo vaccinio: el 'campo vacuno'. Las porciones de las ciudades que permanecieron intactas eran pequeñas y modestas y contenían una catedral o una iglesia principal (a menudo suntuosamente decorada), y unos pocos edificios públicos de la aristocracia. Al final, las partes habitadas de las ciudades estaban separadas unas de otras por franjas de pasto incluso dentro de las murallas ciudadanas.
En esta época tuvo especial relieve la capital de los lombardos, Pavía. Era el centro administrativo en donde se encontraba la Cámara real, o sea, la tesorería u organismo financiero del reino lombardo; pero igualmente era metrópoli religiosa, primero del arrianismo y luego del catolicismo, en la que se celebraron sínodos obispales.

## Historia religiosa

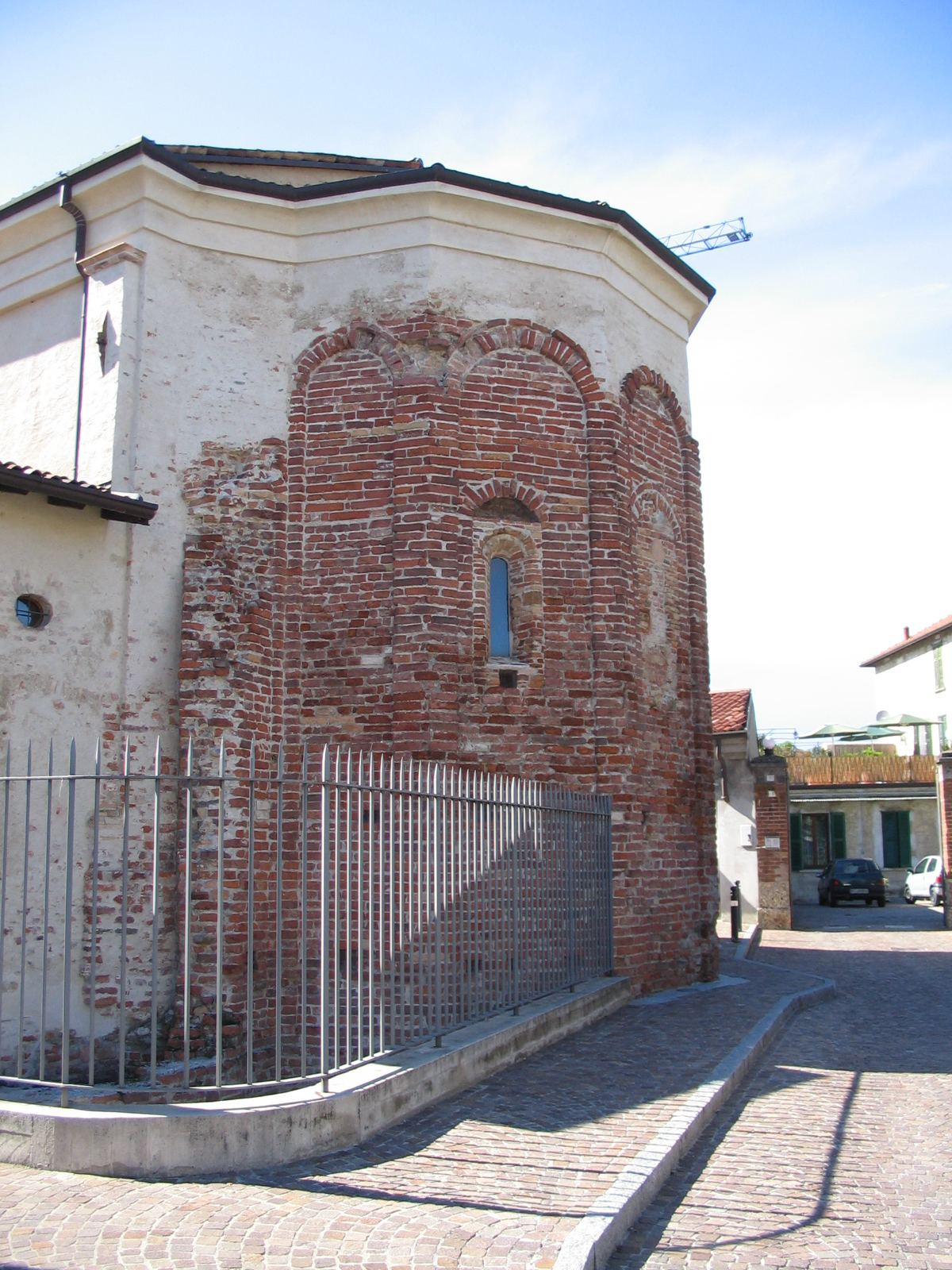
La Basílica autariana en Fara Gera d'Adda.

### Paganismo
Las primeras indicaciones de la religión lombarda muestran que, mientras estaban en Escandinavia,
veneraban a los Vanir de la Mitología germana. Después de establecerse a lo largo de la costa báltica, por el contacto con otros pueblos germánicos, adoptaron el culto de los Aesir, cambio que representaba la transición cultural desde una sociedad agrícola a una sociedad guerrera.[cita requerida]
Tras su migración a Panonia, los lombardos entraron en contacto con los sármatas. De estos pueblos tomaron prestado costumbres y ciertos símbolos religiosos. El más destacado fue un ritual funerario por el cual se colocaba una pértiga coronada de la efigie de un ave en la casa de un hombre muerto en el campo de batalla cuyo cuerpo no había podido ser recogido. Usualmente el pájaro estaba orientado hacia el punto en el cual había caído el guerrero.[cita requerida]

### Cristianización
Establecidos en Panonia, los lombardos conocieron por vez primera el cristianismo, y algunos de sus nobles recibieron el bautismo, pero su conversión fue puramente nominal. Durante el reinado de Wacho, se consideraban católicos y aliados del Imperio bizantino, pero el rey Alboino se convirtió al cristianismo arriano como aliado de los ostrogodos y poco después invadieron Italia. Todas estas conversiones afectaron, sobre todo, a la aristocracia; la gente común siguió siendo mayoritariamente pagana.
En Italia, sin embargo,  los lombardos fueron intensamente cristianizados y la presión para convertirse al catolicismo fue  grande. Con la reina bávara Teodelinda, una católica, la monarquía fue llevada bajo una fuerte influencia católica. Después del apoyo inicial hacia los seguidores del cisma de los Tres Capítulos, Teodelinda se volvió hacia el papa Gregorio I. En 603, Adaloaldo, el heredero al trono, recibió un bautismo católico. Durante el siglo siguiente, el arrianismo y el paganismo siguieron existiendo en el noreste de Italia y en el ducado de Benevento. Una sucesión de reyes arrianos eran militarmente agresivos y representaban una amenaza al Papado en Roma. En el siglo VII, la aristocracia nominalmente cristiana de Benevento aún practicaba rituales paganos, tales como sacrificios en bosques «sagrados». Al final del reinado de Cuniperto, sin embargo, los lombardos se habían vuelto más o menos católicos por completo. Bajo Liutprando, el catolicismo se convirtió en la religión predominante conforme el rey buscaba justificar su título de rex totius Italiae al unir el sur de la península con el norte y juntar a sus súbditos romanos y germánicos en un solo Estado católico.

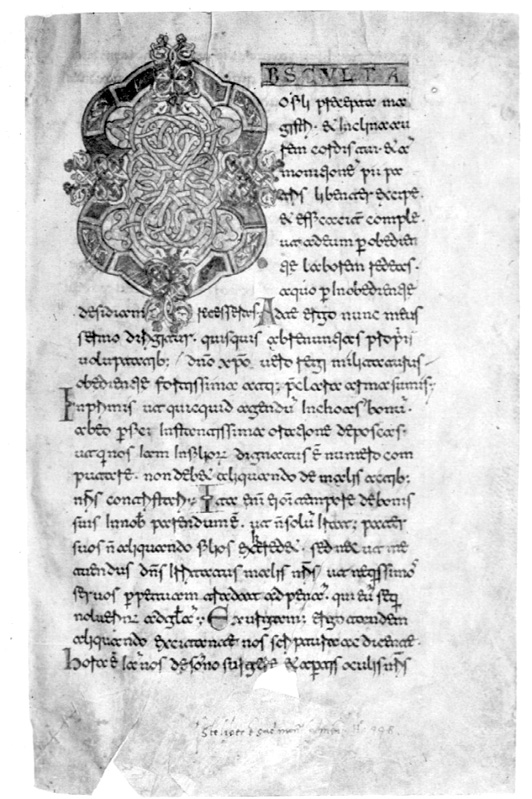
La regla de san Benito en una escritura de Benevento (esto es, lombardo).

### Cristianismo en Benevento
El ducado y más tarde principado de Benevento, en Italia meridional, desarrolló un rito cristiano único en los siglos VII y VIII. El rito de Benevento está relacionado más estrechamente con la liturgia del rito ambrosiano que el rito romano. El rito de Benevento no ha sobrevivido en esa forma completa, aunque la mayoría de las principales fiestas fiestas de significado local aún existen. El rito de Benevento parece haber sido menos completo, menos sistemático y más litúrgicamente flexible que el rito romano.
Característico de este rito era el canto beneventano, un canto de influencia lombarda que lleva similitudes con el canto ambrosiano del Milán lombardo. El canto beneventano está definido ampliamente por su papel en la liturgia del rito; muchos cantos beneventanos tuvieron asignados múltiples roles cuando se insertan en los cantorales gregorianos, apareciendo variadamente como antífonas, ofertorios y comuniones, por ejemplo. Fue con el tiempo suplantado por el canto gregoriano en el siglo XI.
El principal centro de canto beneventano era Montecassino, una de las primeras y más grandes abadías del monacato occidental. Gisulfo II de Benevento ha donado una gran parte de tierra a Montecassino en 744 y que se convirtió en la base de un Estado importante, el Terra Sancti Benedicti, que estaba sometido solo a Roma. La influencia de Montecassino sobre el cristianismo en el sur de Italia fue inmensa. Montecassino era también el punto de comienzo de otra característica del monacato beneventano: el uso de una escritura beneventana distintiva, una forma de escritura clara, angular, derivada de la cursiva romana tal como era usada por los lombardos.

## Arte y arquitectura

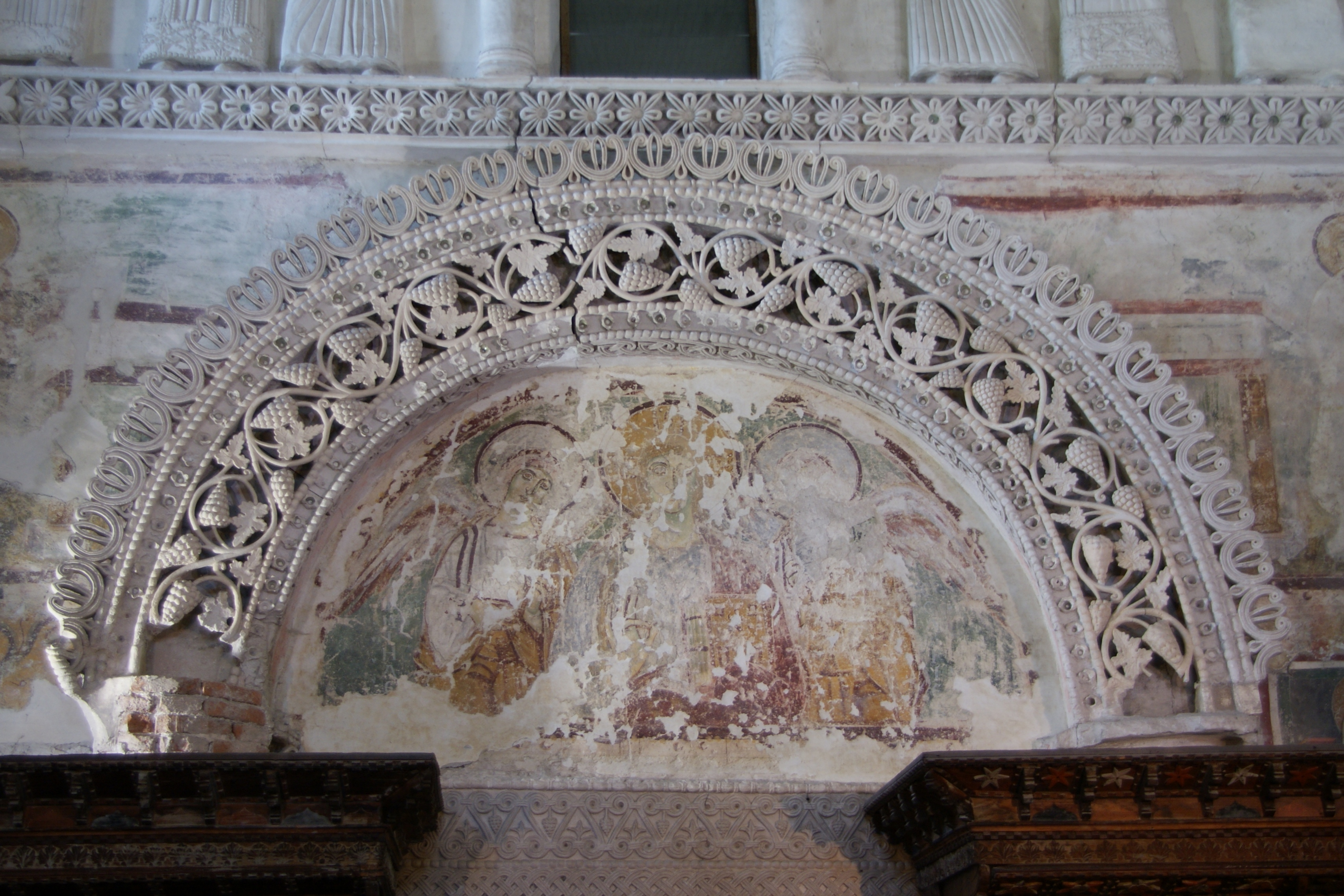
Interior del llamado tempietto longobardo (templo lombardo), Oratorio di Santa Maria in Valle en Cividale del Friuli.

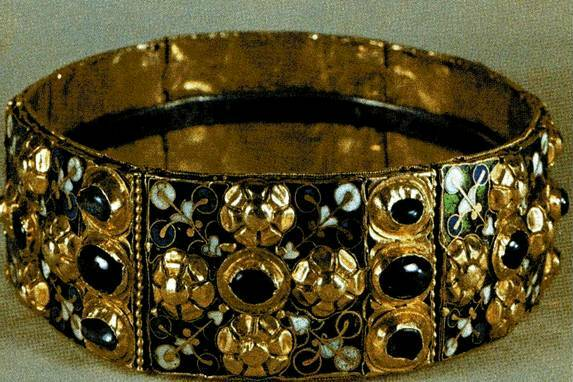
Corona férrea en el tesoro de la catedral de Monza.

Durante su fase nómada, los lombardos crearon poco arte del que no pudiera llevarse fácilmente con ellos, como armas y joyería. Aunque ha sobrevivido relativamente poco de estas obras, se asemejan a las de las demás tribus germánicas del norte y centro de Europa de la misma época.
Las primeras grandes modificaciones del estilo germánico de los lombardos acontecieron en Panonia y especialmente en Italia, bajo la influencia de los estilos locales, bizantino y paleocristiano. De nómadas paganos se convirtieron en sedentarios cristianos abriéndose a nuevas formas de expresión artística, tales como la arquitectura (especialmente iglesias) y las artes decorativas que la acompañan (como frescos).
Pocos edificios lombardos han sobrevivido. La mayor parte se han perdido, reconstruido, o renovado en algún momento, de modo que conservan poco de su estructura lombarda original. La arquitectura lombarda ha sido bien estudiada en el siglo XX, y los cuatro volúmenes de Arthur Kingsley Porter Lombard Architecture (1919) resultan un «monumento de historia ilustrada».
El pequeño Oratorio di Santa Maria in Valle en Cividale del Friuli es probablemente una de las piezas conservadas más antiguas de arquitectura lombarda, pues Cividale fue la primera ciudad lombarda en Italia. Aquí se encuentran además las piezas más destacadas de la escultura lombarda, influida grandemente por el estilo bizantino: el altar del rey Rachis (740) y las santas.
Se han conservado partes de construcciones lombardas en Pavía (San Pietro in Ciel d'Oro, basílica de Santísimo Salvatore, monasterio de San Felice, criptas de Sant'Eusebio y San Giovanni Domnarum) y Monza (catedral). La Basílica autariana en Fara Gera d'Adda cerca de Bérgamo y la iglesia de San Salvatore en Brescia también tienen elementos lombardos. Todos estos edificios se encuentran en Italia septentrional (Langobardia major), Sin embargo, la estructura lombarda mejor conservada se encuentra en la Italia meridional (Langobardia minor). Se trata de la iglesia de Santa Sofía en Benevento; fue erigida en 760 por el duque Arechis II. Conserva frescos lombardos en las paredes e incluso capiteles lombardos en las columnas.
La arquitectura lombarda floreció gracias al impulso dado por los monarcas católicos como Teodolinda, Liutprando y Desiderio, y a la fundación de monasterios para promover su control político. En esta época se fundó la abadía de Bobbio.
Algunas de las estructuras lombardas tardías de los siglos IX y X contienen los elementos de estilo asociados con la arquitectura románica y han sido llamados «primer románico». Se considera que estos edificios, junto con otros similares en el sur de Francia y Cataluña, marcan una fase transitoria entre el prerrománico y el románico pleno.
Como la mayoría de los pueblos germánicos, los lombardos destacan en las artes aplicadas, lo que tiene su lógica dentro de una tradición nómada en que la fortuna se invertía no en la tierra, sino en objetos que podían llevar consigo, como las joyas, la ropa o las armas. Los lombardos recibieron influencias escito-sármatas, con rasgos propios del arte de las estepas que incluía la representación de animales fantásticos, como grifos; estos temas pasaron a la orfebrería goda por influencia de los lombardos. Merece especial mención el tesoro de la catedral de Monza, que se adjudica a la reina Teodolinda y que incluye la Corona Férrea, que se dice hecha con un clavo de la Cruz de Cristo.

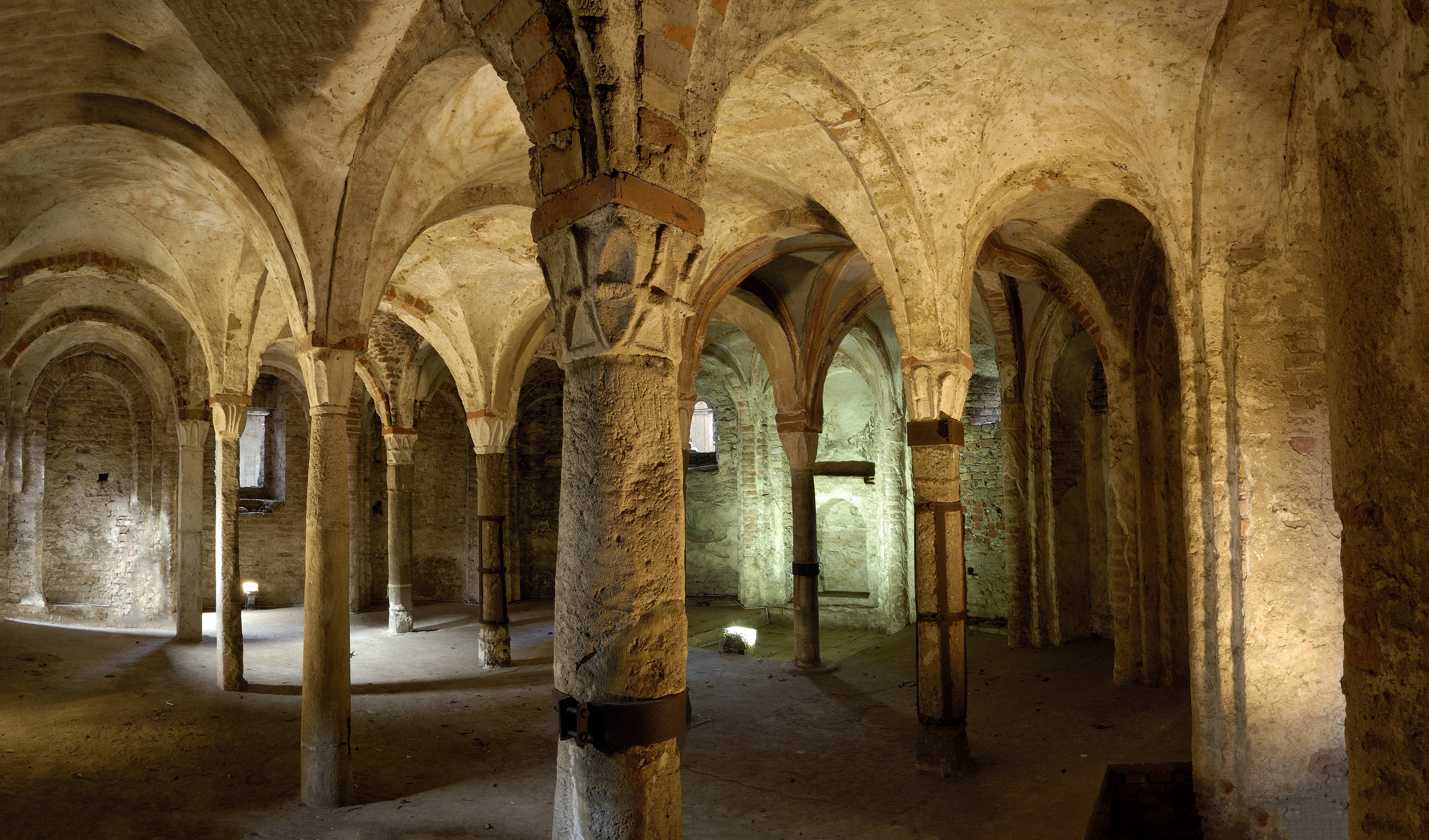
Pavia, Cripta de Sant'Eusebio.